# هورتون (آلاباما)
هورتون (به انگلیسی: Horton) یک منطقهٔ مسکونی در ایالات متحده آمریکا است که در آلاباما واقع شده‌است. هورتون ۴٬۴۵۰ نفر جمعیت دارد و ۲۹۹٫۰۱ متر بالاتر از سطح دریا واقع شده‌است.